# Паломничество в монастырь Святого Апостола Фаддея
Паломничество в монастырь Святого Апостола Фаддея (англ. Pilgrimage to the St. Thaddeus Apostle Monastery, арм. Սուրբ Թադեոս առաքյալի վանքի ուխտագնացությունը, перс. مراسم زیارتی کلیسای تادئوس مقدس‎) — трёхдневное паломничество верующих армян в монастырь Святого Фаддея, расположенный в северо-западной части Ирана в провинции Западный Азербайджан.
В 2020 году традиция была включена в Репрезентативный список нематериального культурного наследия ЮНЕСКО.

## Характеристика
Ежегодное паломничество в монастырь Святого Фаддея — один из армянских монастырей Ирана, включённых в список Всемирного наследия ЮНЕСКО — является важнейшим общественным и культурным событием для верующих Армянской апостольской церкви, для армян иранского происхождения, проживающих в Армении, а также для армянского населения, проживающего в Иране и других странах. Оно носит характер общественного праздника в честь святого апостола Фаддея и святой Сандухт — первой христианской мученицы. Трёхдневное паломничество проходит примерно в последние две недели июля, с четверга по субботу.
В монастырь приезжают, в частности, паломники из Еревана и других армянских городов, а также из городов Ирана — Тегерана, Исфахана, Урмии, Сельмаса и Тебриза, который является центром Атрпатаканской епархии Армянской апостольской церкви. Участники паломничества, которых насчитывается до 6 000 человек, часто разбивают палаточный лагерь, что дополнительно укрепляет чувство принадлежности к сообществу. Религиозное торжество включает в себя богослужения, шествия, молитвы и пост и завершается литургической службой с причастием и помазанием святыми маслами. Мероприятие также сопровождается выступлениями армянских фольклорных коллективов и хоров. Ремесленники и художники представляют свои изделия ручной работы, а в определённое время подаются традиционные армянские блюда.
Монастырь Святого Фаддея уже более девятнадцати столетий является местом паломничества. В период существования Советского Союза из-за религиозных ограничений участие в паломничестве армян из Армянской ССР было невозможным, но память о нём всё равно передавалась из поколения в поколение. Традиция возобновилась в 1990-х годах после восстановления независимости Армении.
Передача традиции происходит неформально и формально. Неформальная передача практикуется среди семей, принадлежащих к Армянской апостольской церкви в Армении и Иране, а также среди армянской диаспоры. Знания о традиции формально передаются в школах для армянского меньшинства, действующих в Исламской Республике Иран, а также в рамках изучения армянского культурного наследия, которое проводится в школах Республики Армения.